# Simon Vagn Jensen
 Der er flere personer med dette navn, se Simon Jensen (flertydig).
Simon Vagn Jensen (født 16. marts 1956) er en dansk skuespiller.
Vagn Jensen er autodidakt og har således ingen egentlig skuespilleruddannelse.

## Filmografi
- Jesus vender tilbage (1992)
- Anna Pihl (tv-serie, 2006-2007)